# Shweshwe

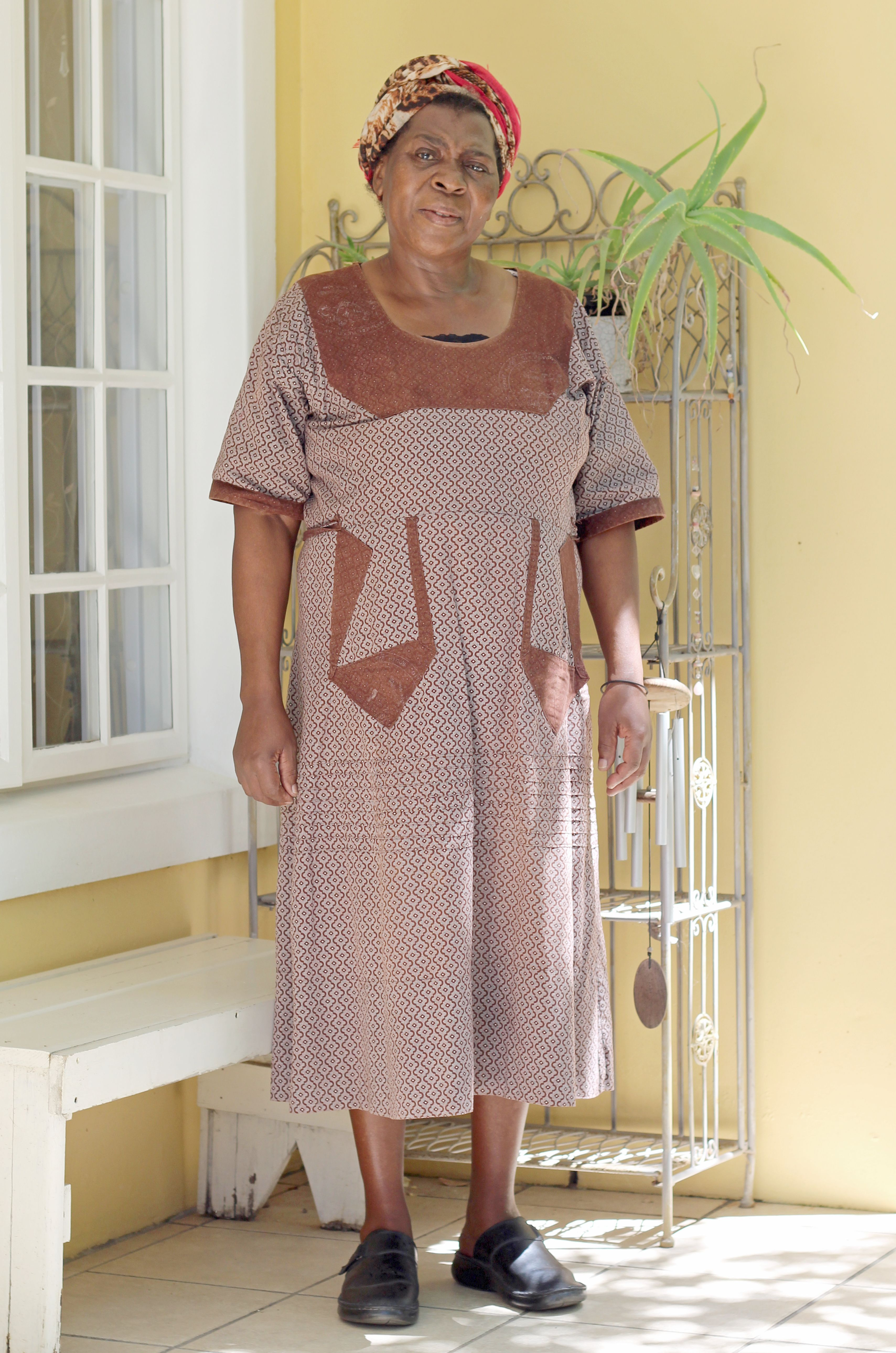
Una donna xhosa che indossa un vestito di shweshwe marrone

Lo shweshwe è un tessuto di cotone colorato e stampato, molto popolare per la realizzazione di vestiti tipici del Sudafrica. Il tessuto è realizzato inizialmente di colore indaco, dopodiché viene personalizzato in una varietà di colori e stampe diverse, caratterizzate da motivi geometrici molto intricati. Grazie alla sua longeva popolarità, lo shweshwe è stato definito il denim, o il tartan, del Sudafrica.

## Etimologia

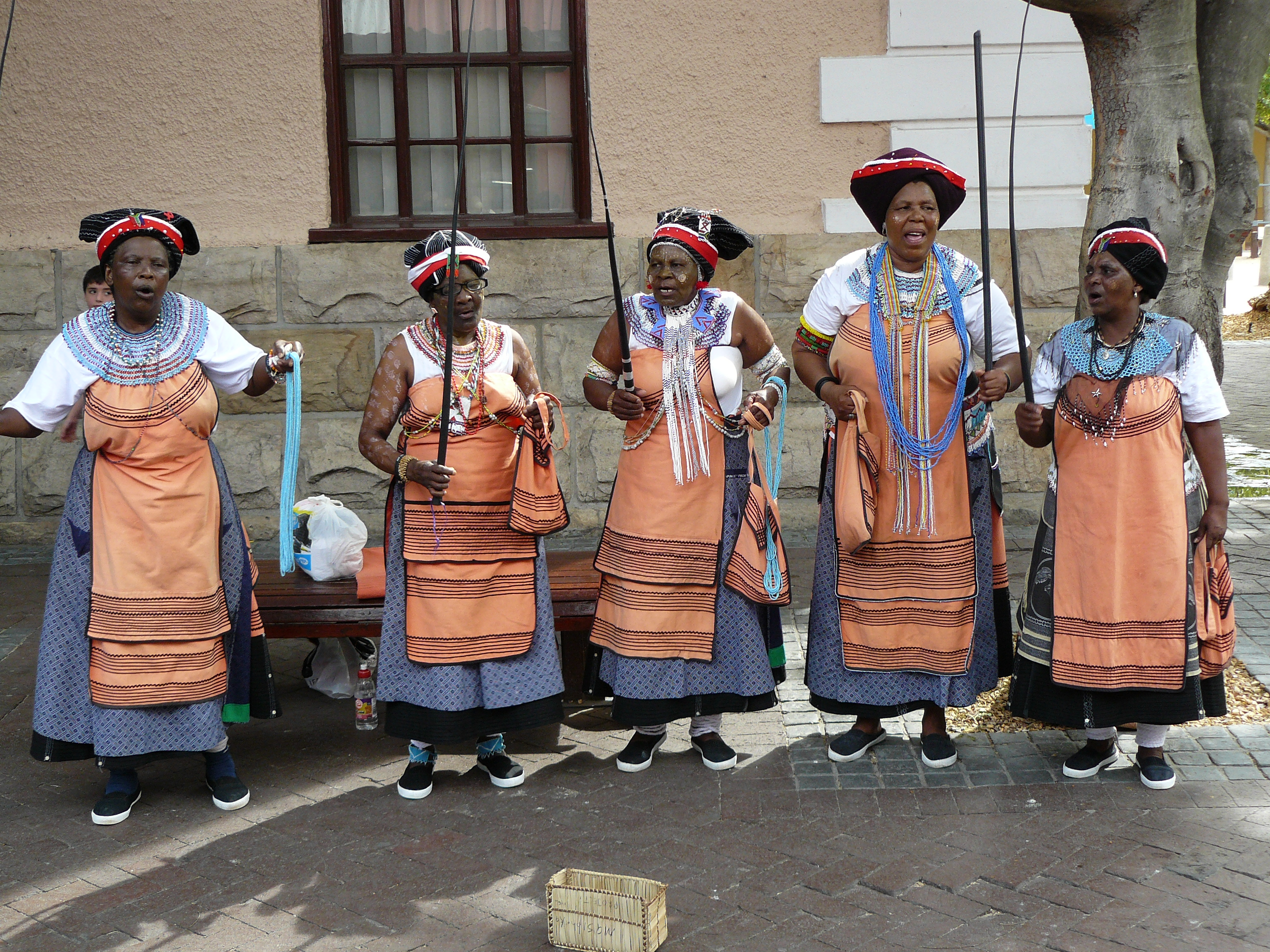
Delle donne xhosa in abiti tradizionali con dei grembiuli in shweshwe indaco

Il nome shweshwe è dovuto all'associazione con il re del Lesotho Moshoeshoe I, traslitterato anche come "Moshweshwe". Dei missionari francesi avevano portato il tessuto in dono a Moshoeshoe I negli anni 1840, e il sovrano lo rese poi popolare.
È anche noto come sejeremane in sotho del sud, e ujamani in xhosa, dopo che i colonizzatori tedeschi e svizzeri del XIX secolo importarono il tessuto blaudruck ("tintura blu") per i propri vestiti e contribuirono a farlo radicare anche nella cultura sudafricana.

## Utilizzi

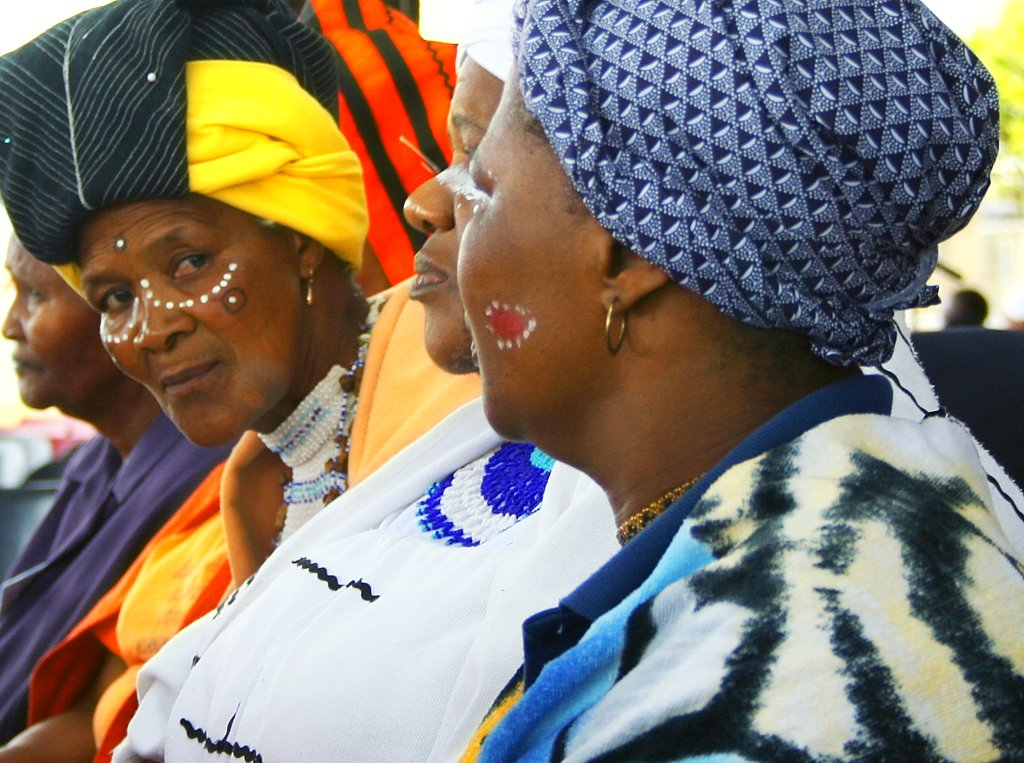
Una donna xhosa (destra) indossa un copricapo realizzato con shweshwe indaco

Lo shweshwe viene usato tipicamente per realizzare vestiti, gonne, grembiuli e altri vestiti avvolgenti. I vestiti di shweshwe sono tradizionalmente indossati dalle donne xhosa che si sono sposate da poco, dette makoti, e dalle donne Basotho sposate. Le donne xhosa hanno incorporato il tessuto shweshwe anche nelle loro coperte color ocra indossate come vestiti tradizionali. Al di là dell'utilizzo nel vestiario tradizionale, lo shweshwe viene utilizzato attualmente nel mondo della moda sudafricana per donne e uomini di ogni gruppo etnico, oltre che per la realizzazione di accessori e rivestimenti.

## Produzione

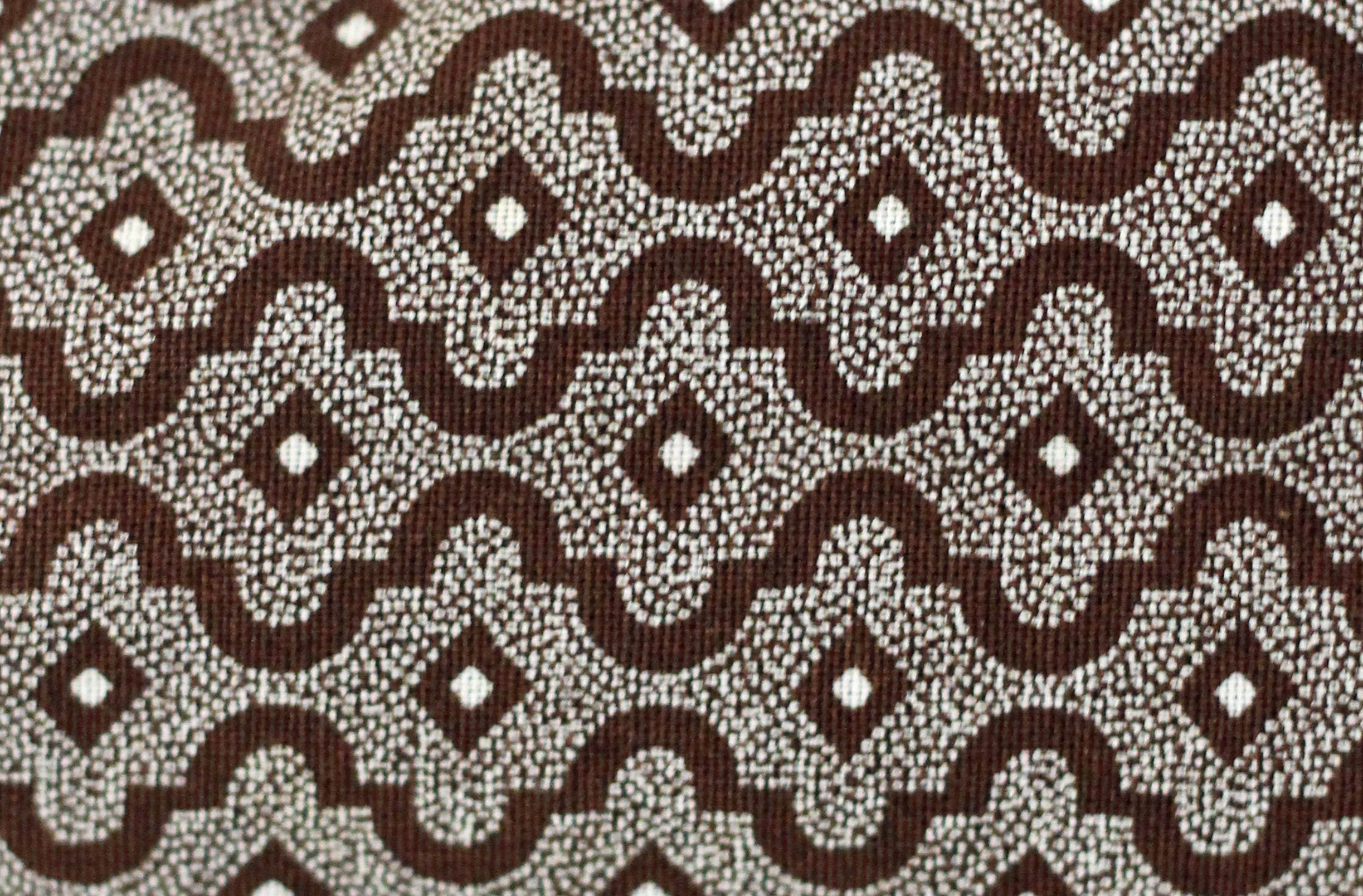
Shweshwe color marrone cioccolato

Lo shweshwe viene prodotto a partire dal calicò, sul quale dei rulli in rame stampano i motivi geometrici rilasciando una soluzione acida che rimuove con precisione il colore dal tessuto. Il tessuto viene stampato in vari colori, dall'originale indaco, al marrone cioccolato e al rosso, e in una gran varietà di motivi, tra cui quelli floreali, a strisce e con vari disegni geometrici (rombi, quadrati, cerchi). Gli intricati motivi vengono realizzati mediante la tecnica del picotage, raramente utilizzata dai moderni produttori di tessuti a causa della sua complessità e dei suoi costi onerosi, ma sono stati anche replicati sfruttando le moderne tecniche di stampaggio tessile.
Il tessuto, in precedenza importato in Sudafrica dall'Europa, è stato prodotto come marchio registrato dal 1982 da Da Gama Textiles nella township di Zwelitsha, fuori da King William's Town, nella provincia del Capo Orientale. Nel 1992, Da Gama Textiles ha acquisito tutti i diritti su Three Cats, la marca più popolare di shweshwe prodotta da Spruce Manufacturing Co. Ltd nella città di Manchester, e in seguito gli originali rulli di rame intagliati sono stati spediti in Sudafrica. Da Gama Textiles ha prodotto lo shweshwe lavorando il cotone importando dallo Zimbabwe e fatto crescere naturalmente nel Capo Orientale.
L'industria tessile locale, inclusa la produzione di shweshwe da parte di Da Gama Textiles, è stata messa a rischio dalla competizione creata dalle imitazioni a basso costo realizzate a livello locale e importate da Cina e Pakistan. Al novembre 2013, la produzione di shweshwe da parte di Da Gama Textiles si era ridotta a cinque milioni di metri per anno.